# Tyler Motte
Tyler Motte (né le 10 mars 1995 à Port Huron dans l'État du Michigan aux États-Unis) est un joueur professionnel américain de hockey sur glace. Il évolue au poste d'attaquant.

## Biographie
Repêché au quatrième tour, 121e rang au total, par les Blackhawks de Chicago durant le repêchage d'entrée dans la LNH 2013, il rejoint les Wolverines de l'Université du Michigan et joue trois saisons avec cette équipe. À sa troisième saison avec l'équipe, en 2015-2016, il réalise 56 points, dont 32 buts, en 38 parties et figure parmi les finalistes pour l'obtention du trophée Hobey-Baker qui est remis au meilleur joueur de hockey sur glace dans la NCAA.
Il renonce à jouer une quatrième et dernière saison universitaire, et fait ses débuts professionnels vers la fin de la saison 2015-2016 avec les IceHogs de Rockford, équipe affiliée aux Blackhawks dans la Ligue américaine de hockey. Il fait ses débuts dans la LNH avec les Blackhawks en 2016-2017, jouant 33 parties pour 7 points avec le grand club.
Le 23 juin 2017, il est échangé aux Blue Jackets de Columbus avec Artemi Panarine et un choix de 6e tour pour le repêchage de 2017 en retour de Anton Forsberg, Brandon Saad et un choix de 5e tour pour le repêchage de 2018. Il passe aux Canucks de Vancouver pendant la saison et y reste pour presque quatre saisons complètes. Il termine la saison 2021-2022 avec les Rangers de New York.
Devenu joueur autonome sans compensation après avoir passé une année avec les Sénateurs d'Ottawa, il signe un contrat d'une saison à 800 000$ avec le Lightning de Tampa Bay le 9 septembre 2023.

## Statistiques

### En club
| Saison     | Équipe                         | Ligue      |     | Saison régulière | Saison régulière | Saison régulière | Saison régulière | Saison régulière |   | Séries éliminatoires | Séries éliminatoires | Séries éliminatoires | Séries éliminatoires | Séries éliminatoires |
| Saison     | Équipe                         | Ligue      | PJ  | B                | A                | Pts              | Pun              | PJ               | B | A                    | Pts                  | Pun                  |                      |                      |
| 2011-2012  | U.S. National Development Team | USHL       | 36  | 15               | 13               | 28               | 32               | 2                | 2 | 0                    | 2                    | 0                    |                      |                      |
| 2012-2013  | U.S. National Development Team | USHL       | 26  | 11               | 6                | 17               | 6                | -                | - | -                    | -                    | -                    |                      |                      |
| 2013-2014  | Université du Michigan         | Big-10     | 34  | 9                | 9                | 18               | 22               | -                | - | -                    | -                    | -                    |                      |                      |
| 2014-2015  | Université du Michigan         | Big-10     | 35  | 9                | 22               | 31               | 14               | -                | - | -                    | -                    | -                    |                      |                      |
| 2015-2016  | Université du Michigan         | Big-10     | 38  | 32               | 24               | 56               | 36               | -                | - | -                    | -                    | -                    |                      |                      |
| 2015-2016  | IceHogs de Rockford            | LAH        | 5   | 2                | 3                | 5                | 2                | 3                | 2 | 0                    | 2                    | 0                    |                      |                      |
| 2016-2017  | Blackhawks de Chicago          | LNH        | 33  | 4                | 3                | 7                | 14               | -                | - | -                    | -                    | -                    |                      |                      |
| 2016-2017  | IceHogs de Rockford            | LAH        | 43  | 10               | 6                | 16               | 20               | -                | - | -                    | -                    | -                    |                      |                      |
| 2017-2018  | Monsters de Cleveland          | LAH        | 17  | 9                | 2                | 11               | 25               | -                | - | -                    | -                    | -                    |                      |                      |
| 2017-2018  | Blue Jackets de Columbus       | LNH        | 31  | 3                | 2                | 5                | 2                | -                | - | -                    | -                    | -                    |                      |                      |
| 2017-2018  | Comets d'Utica                 | LAH        | 2   | 0                | 0                | 0                | 2                | 5                | 2 | 0                    | 2                    | 2                    |                      |                      |
| 2017-2018  | Canucks de Vancouver           | LNH        | 15  | 2                | 0                | 2                | 4                | -                | - | -                    | -                    | -                    |                      |                      |
| 2018-2019  | Canucks de Vancouver           | LNH        | 74  | 9                | 7                | 16               | 10               | -                | - | -                    | -                    | -                    |                      |                      |
| 2019-2020  | Canucks de Vancouver           | LNH        | 34  | 4                | 4                | 8                | 10               | 17               | 4 | 1                    | 5                    | 2                    |                      |                      |
| 2020-2021  | Canucks de Vancouver           | LNH        | 24  | 6                | 3                | 9                | 14               | -                | - | -                    | -                    | -                    |                      |                      |
| 2021-2022  | Canucks de Vancouver           | LNH        | 49  | 7                | 8                | 15               | 22               | -                | - | -                    | -                    | -                    |                      |                      |
| 2021-2022  | Rangers de New York            | LNH        | 9   | 0                | 0                | 0                | 0                | 15               | 2 | 0                    | 2                    | 4                    |                      |                      |
| 2022-2023  | Sénateurs d'Ottawa             | LNH        | 38  | 3                | 6                | 9                | 4                | -                | - | -                    | -                    | -                    |                      |                      |
| 2022-2023  | Rangers de New York            | LNH        | 24  | 5                | 5                | 10               | 2                | 7                | 0 | 0                    | 0                    | 12                   |                      |                      |
| 2023-2024  | Lightning de Tampa Bay         | LNH        | 69  | 6                | 3                | 9                | 28               | 5                | 1 | 0                    | 1                    | 2                    |                      |                      |
| Totaux LNH | Totaux LNH                     | Totaux LNH | 400 | 49               | 41               | 90               | 110              | 44               | 7 | 1                    | 8                    | 20                   |                      |                      |

### En équipe nationale
| Année | Équipe         | Compétition                  |    | PJ | B | A | Pts | Pun               |  | Résultat |
| 2013  | États-Unis U18 | Championnat du monde -18 ans | 7  | 5  | 2 | 7 | 4   | Médaille d'argent |  |          |
| 2015  | États-Unis U20 | Championnat du monde junior  | 5  | 0  | 1 | 1 | 2   | 5e place          |  |          |
| 2016  | États-Unis     | Championnat du monde         | 10 | 1  | 2 | 3 | 0   | 4e place          |  |          |

## Trophées et honneurs personnels

### National Collegiate Athletic Association (NCAA)
- 2015-2016 :
  - nommé dans la première équipe d'étoiles de Big-10
  - nommé dans la première équipe d'étoiles de la région Ouest
  - nommé parmi les finalistes pour le trophée Hobey-Baker du meilleur joueur de hockey de la NCAA